# Lowell (cratère lunaire)
Pour les articles homonymes, voir Lowell.

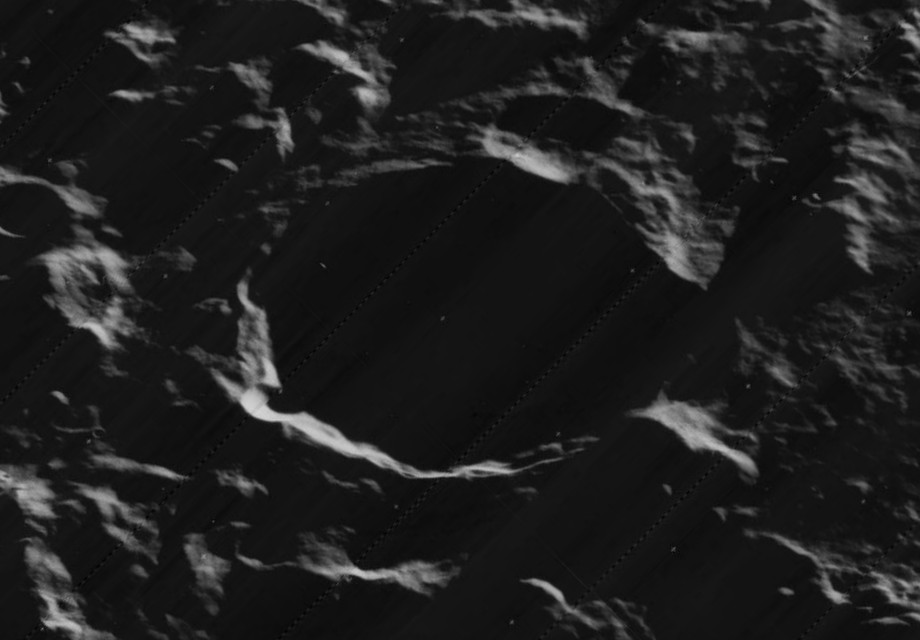
Vue oblique depuis Lunar Orbiter 5 alors que le cratère était au terminateur.

Lowell est un cratère d'impact lunaire qui se trouve juste au-delà du flanc ouest de la Lune. Il est intégré dans la partie nord-ouest de l'anneau montagneux des Montes Rook du bassin d'impact de la Mare Orientale. Cette portion de la face cachée de la Lune est parfois mise en vue de la Terre pendant les périodes de favorables libration,.
Le cratère est de contour circulaire, avec un bord bien défini. Un petit cratère se trouve le long du bord du bord est. La paroi intérieure est plus large le long du côté ouest. Le cratère comporte un pic central.

## Cratères satellites

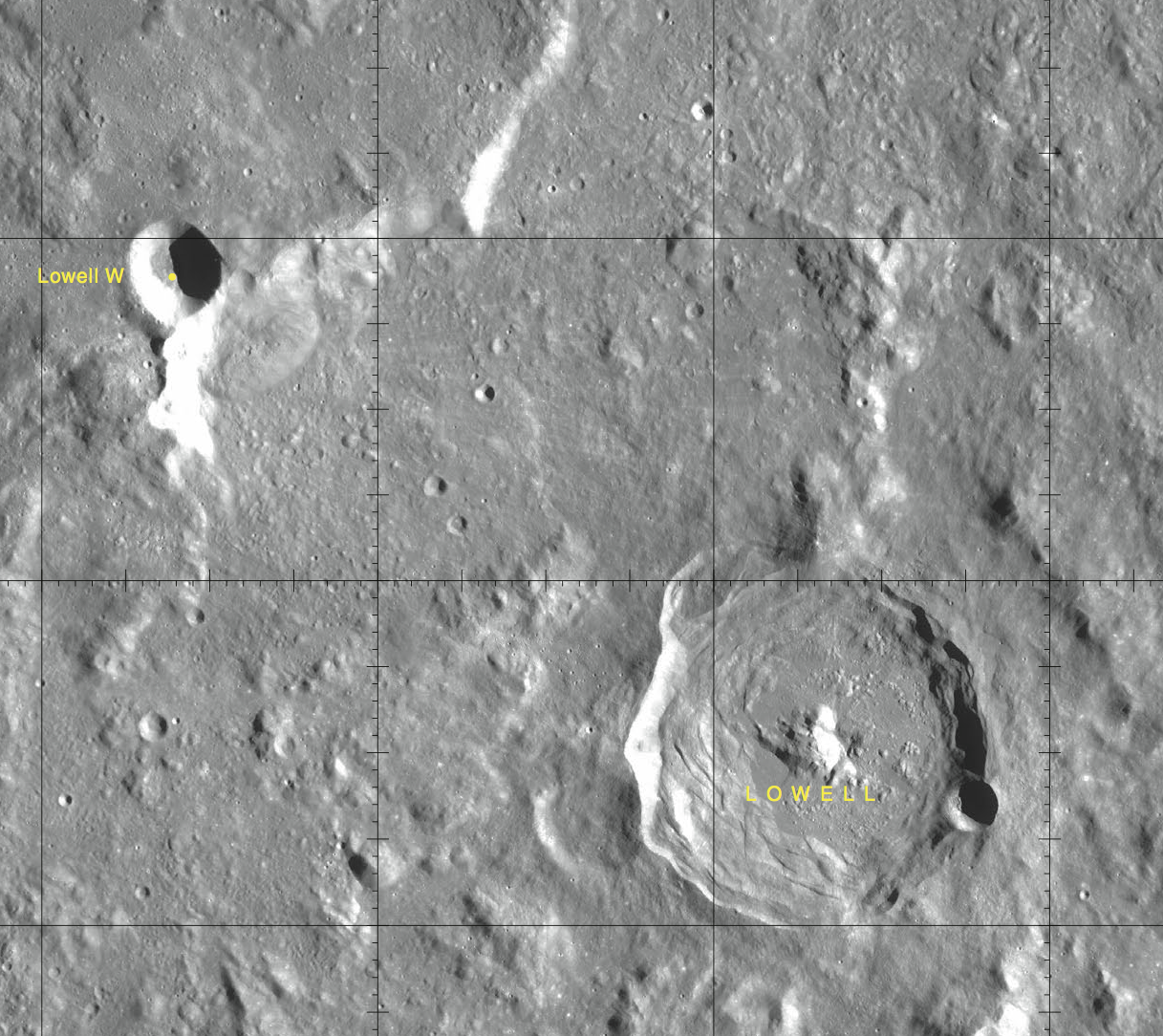
Cratère Lowell et son cratère satellite.

Par convention, ces caractéristiques sont identifiées sur les cartes lunaires en plaçant la lettre sur le côté du milieu du cratère le plus proche de Lowell.
| Lowell | Latitude | Longitude | Diamètre |
| ------ | -------- | --------- | -------- |
| W      | 10,0 ° S | 107,0 ° O | 18 km    |